# Nadzór ruchu

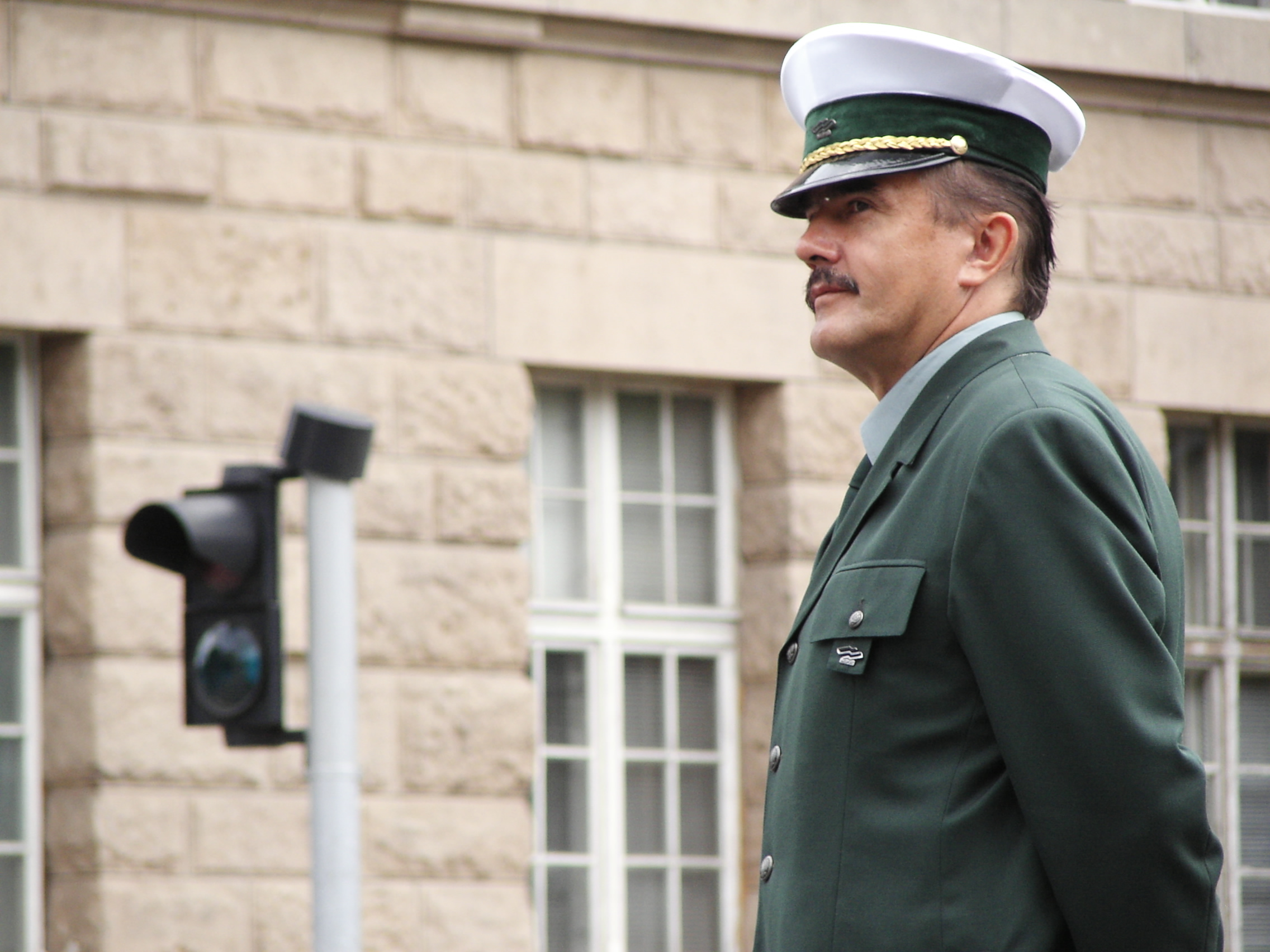
Kontroler Ruchu MPK Poznań podczas służby

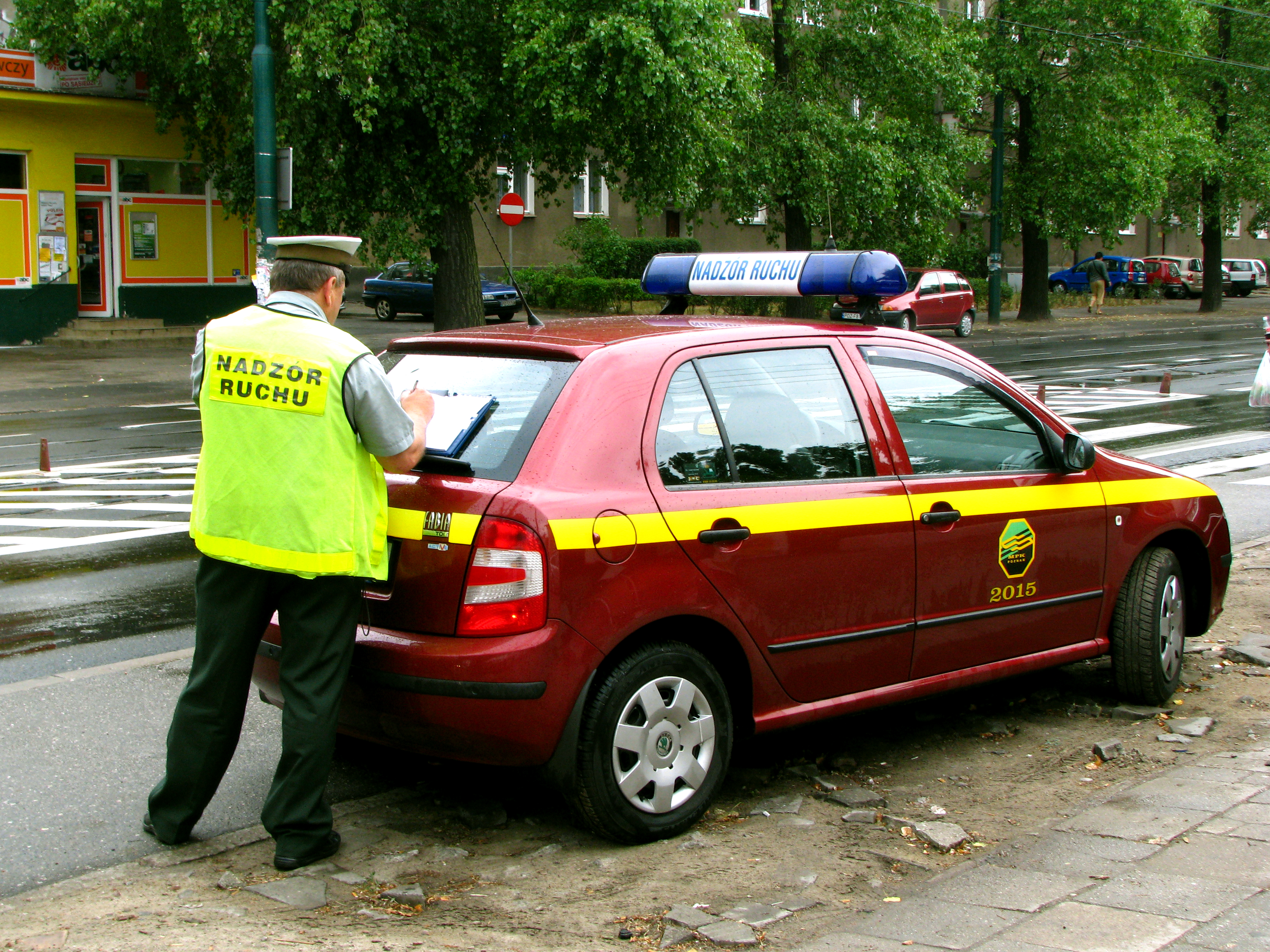
Kontroler Ruchu MPK Poznań podczas akcji ratowniczej

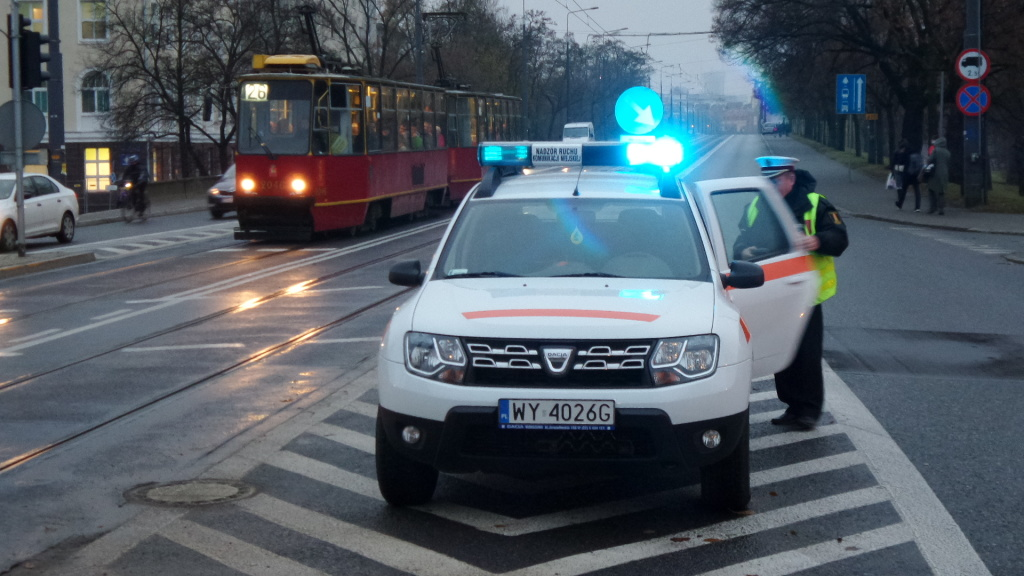
Dacia Duster w barwach Nadzoru Ruchu Tramwajów Warszawskich

Nadzór ruchu (MPK, MZK, ZTM i inni) – wewnętrzna służba dyżurna, kontrolna oraz ratunkowa miejskich przedsiębiorstw komunikacyjnych. Często będąca samodzielną jednostką organizacyjną przedsiębiorstwa. Podstawą prawną funkcjonowania Nadzoru Ruchu są uchwały Rad Miejskich oraz wewnętrzne regulaminy przewoźników. Nadzór ruchu działa również zgodnie z przepisami dotyczącymi służb wewnętrznych zawartymi w prawie przewozowym.

## Przedmiot działalności
Służby Nadzoru Ruchu są niezbędne do sprawnego funkcjonowania transportu miejskiego. Dyspozytor centrali Nadzoru Ruchu informowany jest o każdej nieprawidłowości w działaniu systemu komunikacyjnego. Może to być awaria techniczna, usterka pojazdu, problemy z pasażerami oraz bardzo często kolizja lub wypadek z udziałem autobusu, trolejbusu lub tramwaju. Pracownicy Nadzoru Ruchu jako przedstawiciele przewoźnika czy organizatora przewozów, są osobami uprawnionymi do podejmowania decyzji bezpośrednio na miejscu zdarzenia i bardzo często zjawiają się tam przed innymi służbami ratunkowymi, tj. Policja lub Straż Pożarna.
Kontrolerzy Ruchu wykonują także zadania prewencyjne, polegające na informowaniu, zabezpieczaniu oraz kierowaniu ruchem podczas planowych zamknięć tras komunikacyjnych np. podczas uroczystości lub remontów.

## Infrastruktura techniczna
Nadzór ruchu (MPK, MZK, ZTM) korzysta ze specjalnie oznakowanych pojazdów (zwanych także radiowozami), które mają prawo poruszania się jako pojazdy uprzywilejowane. Bezpośrednio we współpracy i według wytycznych Nadzoru Ruchu działają Służby Techniczne przedsiębiorstw komunikacyjnych, wyposażone w ciężki sprzęt umożliwiający naprawę na miejscu lub odholowanie uszkodzonego pojazdu.

## Inne informacje
W Warszawie nadzór ruchu ma Zarząd Transportu Miejskiego oraz poszczególni przewoźnicy: Tramwaje Warszawskie, Miejskie Zakłady Autobusowe, PKS Grodzisk Mazowiecki, Mobilis oraz Michalczewski. Głównym zadaniem Nadzoru Ruchu przewoźników jest rozliczanie i usuwanie skutków wypadków i awarii. W tym czasie Nadzór Ruchu ZTM zajmuje się organizacją objazdów linii komunikacyjnych. Nadzór Ruchu ZTM, który na co dzień sprawuje funkcje obserwacyjno-kontrolne, często jest na miejscu wypadków i awarii związanych z przewoźnikami kolejowymi świadczącymi usługi na rzecz ZTM: Metra Warszawskiego, Szybkiej Kolei Miejskiej i Kolei Mazowieckich.